# Daj
Daj – trzeci longplay polskiego piosenkarza Jerzego Połomskiego, wydany w 1969 roku nakładem wydawnictwa muzycznego Polskie Nagrania „Muza”. Album zawiera 11 utworów wokalisty, w tym festiwalowe przeboje „Daj” oraz „Cała sala śpiewa”.
W 2001 roku wydano na płycie kompaktowej reedycję albumu, poszerzoną o utwory „Jeśli chcesz, podaruję Ci księżyc”, „To ten walczyk nasz”, „Warszawskie dziewczyny” oraz „Przyszłaś do mnie jak piosenka”. Album ukazał się nakładem tej samej wytwórni płytowej.

## Lista utworów
Opracowano na podstawie materiału źródłowego.
Strona A
1. „Daj” (muz. Jerzy Andrzej Marek, sł. Adam Kreczmar)
2. „Kilimandjaro” (muz. H. Delancray, sł. Danel)
3. „Jeszcze wczoraj” (muz. Seweryn Krajewski, sł. Krzysztof Dzikowski, Kazimierz Winkler)
4. „Cała sala śpiewa” (muz. Urszula Rzeczkowska, sł. Jan Tadeusz Stanisławski)
5. „A mnie jest szkoda lata” (muz. Adam Lewandowski, sł. Emanuel Szlechter)

Strona B
1. „Help Yourself” (muz. Carlo Donida, sł. Jack Fishman)
2. „Dzisiaj już nic” (muz. Alina Piechowska, sł. Adam Kreczmar)
3. „Piosenka dla Marie” (muz. Adam Wiernik, sł. Jan Gałkowski)
4. „Miłość nigdy nie wraca” (muz. Jacek Szczygieł, sł. Mieczysław Martula, Zbigniew Zapert)
5. „Ściany mają uszy” (muz. Jerzy Abratowski, sł. Edward Fiszer)
6. „Nie pierwszy raz” (muz. Adam Skorupka, sł. Janusz Kondratowicz)